# Lisa Loring
Lisa Loring, pseudonimo di Lisa Ann DeCinces (Kwajalein, 16 febbraio 1958 – Burbank, 28 gennaio 2023), è stata un'attrice statunitense, nota per il ruolo dell'iconico personaggio di Mercoledì nella serie televisiva La famiglia Addams (1964-1966).

## Biografia
Lisa Loring nasce con il nome di Lisa Ann DeCinces nel 1958 a Kwajalein, nelle Isole Marshall, da genitori arruolati nella U.S. Navy. La madre, Judith, è di origini polinesiane, mentre il padre di origini europee. I genitori di Lisa divorziano poco dopo, quando lei è ancora molto giovane. Successivamente si trasferisce, seguendo la madre, prima alle Hawaii, dove vive durante i suoi primi anni di vita, e in seguito a Los Angeles. Qui assume il nome d'arte di Lisa Loring e inizia a lavorare come modella ad appena tre anni, ed esordisce in televisione nel 1964, partecipando a un episodio della serie televisiva Dottor Kildare.

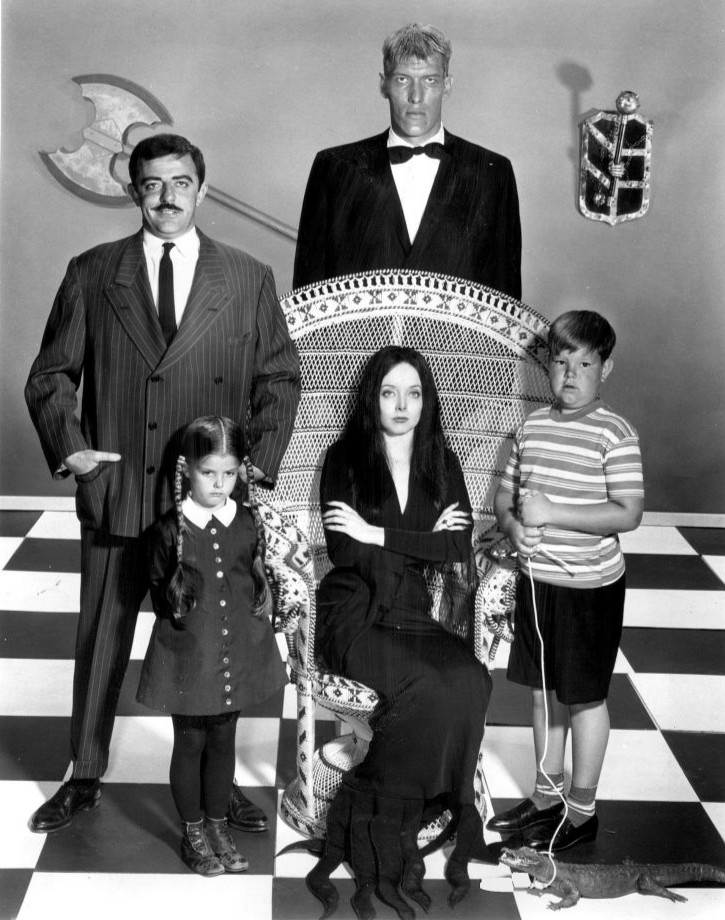
Lisa Loring, nel 1964, con il cast de La famiglia Addams

In seguito, a soli cinque anni, entra a far parte del cast fisso della sit com La famiglia Addams (The Addams Family, 1964-66), prima trasposizione live action dei personaggi de la famiglia Addams, disegnati da Charles Addams, ruolo, che interpreta imparando le battute a memoria prima ancora di saper leggere e che le dona ampia notorietà grazie al personaggio di Mercoledì Addams da lei interpretato, che le vale, tra l'altro, un Young Hollywood Hall of Fame nel 1966. Personaggio divenuto un'icona goth della televisione, cui Lisa Loring ha dato l'impronta iniziale che ha in seguito influenzato le successive rappresentazioni della stessa, in particolare quelle datele da Christina Ricci nei film di Barry Sonnenfeld e di Jenna Ortega nella serie televisiva Mercoledì (Wednesday).
Successivamente prende parte, assieme a John Astin (il Gomez de La famiglia Addams), a un episodio de I Pruitts (The Pruitts of Southampton), dove interpreta Susan “Suzy” Pruitt, e, successivamente, a uno di Agenzia U.N.C.L.E. (The Girl from U.N.C.L.E.), prima di ritirarsi dalla televisione per qualche anno.  Nel 1974, anno della nascita della prima figlia, Vanessa, la madre Judith muore a causa dell'alcolismo, all'età di 34 anni, quando Lisa ne ha appena 16.
Torna a recitare nel 1977, nel film per la televisione, sequel de La famiglia Addams che riunisce il cast della serie originale, Halloween con la famiglia Addams (Halloween with the New Addams Family). A questo fanno seguito parti minori in film e serie televisivi, ultima tra i quali la soap opera Così gira il mondo (As the World Turns), in cui impersona,  per sette episodi dal 1981 al 1983, il personaggio di Cricket Montgomery.
Con la fine della sua carriera televisiva, Lisa Loring si dedica al cinema, prendendo parte ad alcuni film slasher alla fine degli anni ottanta. Tra questi figurano Blood Frenzy, frenesia sanguinaria (Blood Frenzy, 1987), Savage Harbor (1987) e Iced (1989). Ma la sua carriera cinematografica è di breve durata e problemi personali, compresa una dipendenza dall'eroina, pone presto fine alla sua carriera di attrice. Nel 1992 partecipa, assieme al marito porno attore Jerry Butler, anche a un film pornografico direct-to-video, Layin' Down the Law, diretto da John T. Bone, pur non interpretando alcun ruolo esplicito, ma solamente un cameo come prostituta.
Alcune fonti riferiscono che nel 2002 lavora come P.R. per una catena di alberghi.
Nel 2004 compare interpretando sé stessa nel film indipendente diretto da Mike Donahue, Surge of Power: The Stuff of Heroes. Negli anni duemilazero e duemiladieci compare spesso in televisione, in serie televisive documentaristiche e documentari nella parte di sé stessa, e in talk-show, tra i quali Good Morning America (2006) e The Oprah Winfrey Show (2009). Lisa Loring, inoltre, è occasionalmente presente alle convention della famiglia Addams per firmare autografi e incontrare i propri fan.
Lisa Loring muore il 28 gennaio 2023 a 64 anni al Providence St. Joseph Medical Center di Burbank, nella contea di Los Angeles, con accanto entrambe le due figlie, Vanessa Foumberg e Marianne Stevenson, a causa di un ictus causato dal tabagismo e dall'ipertensione.

## Vita privata
Lisa Loring si sposa quattro volte. Il primo matrimonio avviene nel 1973, quando Lisa ha appena 15 anni, con il fidanzato che ha fin dall'infanzia, Farrell Foumberg, con il quale ha la prima figlia, Vanessa Foumberg Loring nel 1974, e dal quale divorzia nello stesso anno.
Nel 1981 si unisce in secondo matrimonio con l'attore televisivo Doug Stevenson, nel cast fisso della soap opera Aspettando il domani (Search for Tomorrow), da cui divorzia nel 1983. Il 31 gennaio 1984 nasce la seconda figlia Marianne Stevenson Loring, avuta con l'ex-marito.
Nel 1987 diviene moglie dell'attore pornografico Jerry Butler, conosciuto sul set del film per adulti Traci’s Big Trick, dove lavora come sceneggiatrice e truccatrice. Il matrimonio è fonte di interesse da parte dei media per le continue liti pubbliche tra i due, a causa del coinvolgimento di Butler nell'industria pornografica, mal digerito dalla moglie, poiché Butler continua all'insaputa della Loring, alla quale invece aveva promesso di tirarsene fuori. La cosa porterà infine i due a divorziare nel 1992.
Nel 2003 Lisa Loring si sposa per una quarta volta con Graham Rich, dal quale divorzia nel 2014.

## Filmografia

### Attrice

#### Cinema
- Blood Frenzy, frenesia sanguinaria (Blood Frenzy), regia di Hal Freeman (1987)
- Savage Harbor, regia di Carl Monson (1987)
- Iced, regia di Jeff Kwitny (1989)
- Layin' Down the Law, regia di John T. Bone - direct-to-video (1992)
- Surge of Power: The Stuff of Heroes, regia di Mike Donahue (2004)
- Way Down in Chinatown, regia di Eric Michael Kochmer (2014)
- Doctor Spine, regia di John Wesley Norton (2015)
- On the Edge of Black and White, regia di Sean Laskey - documentario (2008)

#### Televisione
- Il dottor Kildare (Dr. Kildare) – serie TV, episodio 4x02 (1964)
- La famiglia Addams (The Addams Family) – serie TV, 64 episodi (1964-1966)
- I Pruitts (The Pruitts of Southampton) - serie TV (1966)
- Agenzia U.N.C.L.E. (The Girl from U.N.C.L.E.) – serie TV, episodio 1x05 (1966)
- Halloween con la famiglia Addams (Halloween with the New Addams Family), regia di David Steinmetz – film TV (1977)
- Annie Flynn, regia di Robert Moore - film TV (1978)
- Fantasilandia (Fantasy Island) – serie TV, episodio 2x10 (1978)
- Barnaby Jones – serie TV, episodi 7x10-8x07 (1978-1979)
- Gabe and Walker, regia di Lou Antonio - film TV (1981)
- Così gira il mondo (As the World Turns) – serie TV, 7 episodi (1982-1983)
- Biography - serie TV, 1 episodio (2002)
- Child Stars: Then and Now, regia di Paul Barrosse - documentario TV (2002)
- TV Land's Top Ten - serie TV, episodi 1x01-1x04-1x09 (2004-2005)
- The 100 Greatest TV Quotes & Catchphrases, regia di Gary Simson - miniserie TV, 5 episodi (2006)

### Sceneggiatrice
- Traci's Big Trick, regia di Jane Waters (1986)

## Programmi televisivi
- The 2nd Annual TV Land Awards - speciale TV (2004)
- Good Morning America - talk show (2006)
- The Oprah Winfrey Show - talk show (2009)
- The Dr. Susan Block Show - talk show (2014)
- Scream Queen Stream - reality (2016)

## Radio
- The Howard Stern Show - talk show (1995)

## Riconoscimenti
- Young Hollywood Hall of Fame
  - 1966 - per La famiglia Addams[3]